# Carcelia clara
Carcelia clara är en tvåvingeart som beskrevs av Chao, Zhao och Liang 2002. Carcelia clara ingår i släktet Carcelia och familjen parasitflugor.
Artens utbredningsområde är Yunnan (Kina). Inga underarter finns listade i Catalogue of Life.